# Cratere Caieta
Caieta è un cratere sulla superficie di Dione. Trae nome dalla mitologica nutrice di Enea.